# Eperjesi Mihály (lelkész)
Eperjesi Mihály (?, 1646. – Vízakna 1715. augusztus 20.) református lelkész.

## Élete
Nagyenyeden tanult, majd 1666–1668 között Fogarason lvolt tanító. 1668-től külföldi egyetemeken tanult (Leiden, Marburg, Heidelberg), és 1673-ban teológiai doktorátust szerzett. Visszatérve Erdélybe Nagyenyeden, majd Vízaknán lett lelkész. Támogatta Misztótfalusi Kis Miklós bibliakiadását.

## Munkái
- (Dissertatio philosophica) De Libero Arbitrio, quam… sub praesidio Samuelis Enyedi, M. D. in Illustr. Collegio Enyediensi Philosophiae Professoris, Publice defendet… Ad diem 13. Junii. Cibinii, 1665.
- De unius Dei, Patris, Filii et Spiritus Sancti cognitione ad pietatem et salutem necessaria. (Leiden, 1672)
- Disputatio theologica 2-a. De providentia Dei actuali. (Leiden, 1672)
- De nomine super omne nomen, quod Christo donatum. (Heidelberg, 1673)
- Üdvözlő vers Vásárhelyi Györgyhöz (1673)